# Parmotrema submarginale
Parmotrema submarginale är en lavart som först beskrevs av André Michaux, och fick sitt nu gällande namn av DePriest & B.W. Hale. Parmotrema submarginale ingår i släktet Parmotrema och familjen Parmeliaceae.   Inga underarter finns listade i Catalogue of Life.

## Källor

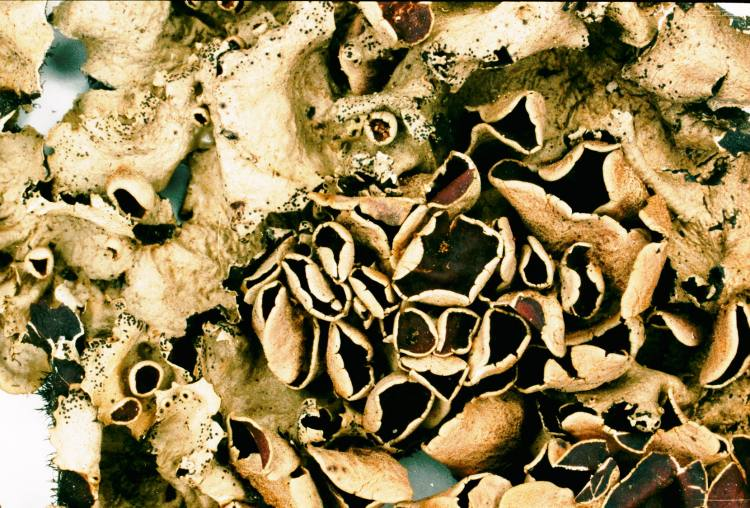
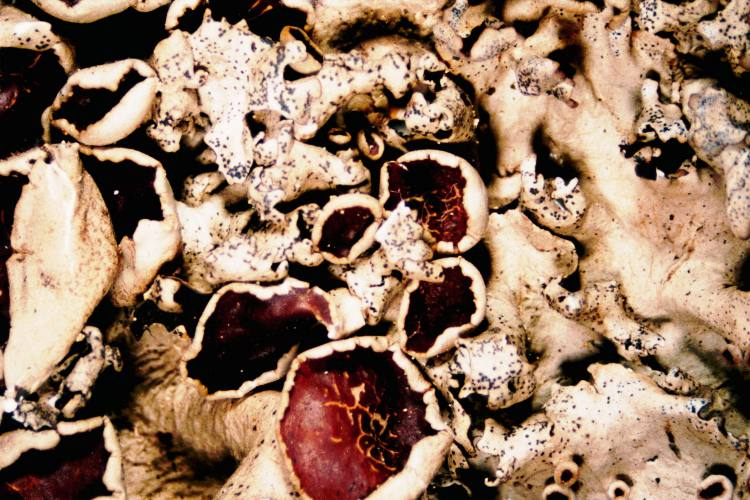
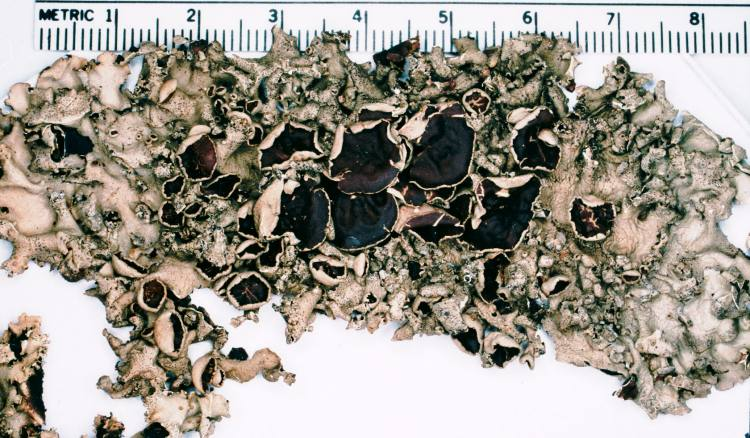